# Ladybugs (película)
Ladybugs es una película familiar de deportes comedia estrenada en 1992, protagonizada por Rodney Dangerfield y dirigida por Sidney J. Furie.
Dangerfield interpreta a un empresario que se hace cargo de un equipo de fútbol de las muchachas que la empresa para la que trabaja. La película también está protagonizada por Jackée Harry como su entrenador asistente, Ilene Graff como su novia, Jonathan Brandis como el hijo de su novia (y pronto a ser la estrella del equipo) y Vinessa Shaw como la hija del jefe y el interés amoroso de Matthew.

## Reparto
- Rodney Dangerfield es Chester Lee.
- Jackée Harry es  Julie Benson (as Jackée).
- Jonathan Brandis es Matthew / Martha.
- Ilene Graff es Bess.
- Vinessa Shaw es Kimberly Mullen.
- Tom Parks es Dave Mullen.
- Randall May es Championship Soccer trainer.
- Jeannetta Arnette es Glynnis Mullen.
- Crystal Cooke es Nancy Larimer (as LaCrystal Cooke).
- Jennifer Frances Lee es Carmelita Chu.
- Vanessa Monique Rossel es Tina Velez.
- Johna Stewart-Bowden es Sally Anne Welfelt (as Johna Stewart).
- Jandi Swanson es Penny Pester.
- Nancy Parsons es entrenadora Annie.
- Blake Clark es entrenador Bull.
- Tommy Lasorda es entrenador Cannoli.